# Krupa (skladba)
Krupa je skladba anglické technorockové skupiny Apollo 440. Vyšla na jejich albu Electro Glide in Blue (1997), jako singl z roku 1998 se umístila na 23. místě v britské hitparádě.
Skladba je holdem americkému bubeníkovi polského původu Genu Krupovi a je téměř celá instrumentální. Jediným „zpěvem“ jsou opakované věty Yeah yeah a Now back to the Gene Krupa syncopated style (sample z dialogu ve filmu Taxikář z roku 1976). Základem skladby jsou bicí a jejich rytmus, což je holdem improvizovanému bubnování Gena Krupy.
Ke skladbě byl natočen také videoklip, zobrazující „různé obyčejné lidi běžného dne v obyčejném městě“. Tváře osob ale nejsou přímo zobrazeny, aby vizuální stránka nepotlačovala hudební základ.
Skladba je celosvětově oblíbena jako hudba v televizních reklamách a předělech, v roce 2009 byla např. použita jako znělka seriálu dokumentů České televize Zašlapané projekty.